# Owney Madden
Owen Vincent Madden (18 décembre 1891-24 avril 1965), connu sous le nom de Owney Madden et surnommé « The Killer », est une figure de la pègre de Manhattan, surtout connue pour son implication dans le crime organisé pendant la Prohibition. Il a également dirigé le célèbre Cotton Club et a été l'un des principaux promoteurs de la boxe dans les années 1930.